# 高岳 (北斉)
高 岳（こう がく、512年 - 555年）は、中国の北斉の皇族。清河王。字は洪略。本貫は渤海郡蓨県。高歓の従弟にあたる。

## 経歴
高翻（高謐の子）と山氏のあいだの子として生まれた。早くに父を亡くし、洛陽で母と貧窮の中に暮らしていた。高歓が洛陽へ立ち寄る際には、高岳の家に宿泊したという。
普泰元年（531年）、高歓が信都で挙兵すると、高岳は信都に駆けつけてこれに従った。中興2年（532年）、韓陵の戦いにおいて高岳は右軍を率いた。高歓の率いる中軍が戦況不利のために退却をはじめると、高岳は麾を挙げて大呼し、爾朱氏の軍を横撃して、勝利に貢献した。功績により衛将軍・左光禄大夫の位を受けた。太昌元年（532年）、車騎将軍の号を受け、清河郡公に封ぜられた。8月、驃騎大将軍・儀同三司の位を受けた。
東魏の天平2年（535年）、高岳は侍中・六州軍事都督となった。ほどなく開府を加えられた。使持節・六州大都督・冀州大中正となり、まもなく京畿大都督に任じられた。元象元年（538年）、母の山氏が死去したため、辞職して喪に服し、骨の立つまで哀毀した。ほどなくもとの任に復帰した。元象2年（539年）、領軍将軍を兼ねた。興和元年（同年）、使持節・都督・冀州刺史に任じられた。武定元年（543年）、晋州刺史・西南道大都督に転じた。武定5年（547年）1月に高歓が死去し、侯景が反乱を起こすと、高岳は諸軍を率いて南征した。11月、慕容紹宗らとともに梁の貞陽侯蕭淵明を撃破して、これを捕らえた。侯景と渦陽で対峙し、武定6年（548年）1月にこれを破った。このころ高岳は高澄の下で孫騰・高隆之・司馬子如とともに四貴と称されている。3月、侍中・太尉に任ぜられた。8月、使持節・河南総管・大都督として慕容紹宗・劉豊らを率い、西魏の王思政の拠る潁川城を水攻めにした。武定7年（549年）6月、高澄の援軍を得て潁川を落城させ、王思政を捕らえた。功により真定県男の別封を受けた。8月、高澄が死去すると、高岳は本官のまま尚書左僕射を兼ね、鄴の留守をつとめた。
天保元年（550年）5月に北斉が建てられると、6月に高岳は清河郡王に封じられ、使持節・驃騎大將軍・司州牧に任じられた。天保3年（552年）3月、使持節・南道大都督となり、南征した。6月、軍を返した。天保5年（554年）8月、太保に上った。文宣帝の命を受けて、洛陽西南に伐悪城・新城・厳城・河南城を築いた。10月、梁の元帝が江陵で包囲されると、高岳は文宣帝の命を受けて、潘楽・段韶らとともに救援に向かったが、到着する前に江陵は陥落した。天保6年（555年）1月、軍を率いて長江を渡り、夏首を攻略した。梁の郢州刺史の陸法和を鄴に護送した。
高岳は功績は大きかったが酒色を好み、これを理由に文宣帝に疎んじられた。11月己亥、毒酒での自殺を命じられて死去した。享年は44。平秦王高帰彦が幼い頃に高岳に一時引き取られていたが、家では粗略に扱われたため高岳を恨んでいた。そこで機会を見計らって、文宣帝に讒言したのだという。高岳は太宰・太傅の位を追贈され、昭武と諡された。河清元年（562年）に高帰彦が誅殺されると、高岳は武成帝により太師・太保の位を追贈された。

## 子女
- 高勱（字は敬徳、後嗣、楽安王）[27][28]
  - 高士廉
- 高敬文（十男、高恵宝の後を嗣いだ）[29]

## 伝記資料
- 『北斉書』巻13 列伝第5
- 『北史』巻51 列伝第39